# Інтерлінгва (латино-сіне-флексіоне)
Латино-сіне-флексіоне або латино сіне флексіоне (Latino sine flexione — латина без словозміни) — міжнародна штучна мова на основі латинської мови, створена італійським математиком Джузеппе Пеано 1903 року. Після доопрацювання у 1910 році стала називатися інтерлінгва (не слід плутати з іншою штучною мовою з аналогічною назвою — див Інтерлінгва).

## Алфавіт і правопис
+Алфавіт латино-сіне-флексіоне повністю збігається з латинським: 

A b c d e f g h i j k l m n o p q r s t u v w x y z ae oe
Те ж відноситься і до правопису. З метою спрощення можна писати e замість ae та oe, t замість th і f замість ph.

## Вимова
Зазвичай використовується вимова, що відповідає так званій «класичній» / «реконструйованій» латинській:
- B читається як «б», але як «п» в поєднаннях bs і bt.
- С завжди читається як «к».
- H читається як англійське чи німецьке «h» (глухий придих). Але в поєднаннях ph,th, ch і rh не читається взагалі (тобто вони вимовляються як «п», «т», «к» і «р» відповідно).
- QU — як «кв» (з нескладовим «у» як в у [маўпа]).
- S — завжди як «с».
- V як «в» або нескладовий «у».
- Y як німецьке «ü» або французьке «u» («і» з губами як при «у»).
- AE як «ай».
- OE як «ой».

Вимова інших букв відповідає прийнятій в Україні традиції (так званій «традиційній» вимові). Допустимі ті чи інші відхилення від цієї вимови в бік традиційної, що відбивається і в орфографії (див. вище). Головний наголос завжди падає на останній склад слова, другорядний — туди, куди це потрібно для милозвучності.

## Словниковий склад
Основна маса слів також запозичена з латини, однак у видозміненій формі. Всі іменники беруться у формі аблатива однини. Прикметники беруться у формі номінатива однини середнього роду (для прикметників на -e і -um, причому-um змінюється на -o) і у формі аблатива в інших випадках. Дієслова в більшості випадків мають форму усіченого латинського інфінітива (відкидається закінчення -re).

## Загальна характеристика словотворення
Латино-сіне-флексіоне — продукт натуралістичного напряму в конструюванні міжнародних мов. Його граматика в окремих відносинах простіше граматики есперанто (відсутнє, наприклад, відмінювання прикметників, зміна дієслова за часами, обов'язкове застосування закінчення множини). Але при цьому система словотворення запозичена у мови-джерела — латини і тому має всі якості системи словотворення європейських природних мов: наявністю винятків, кількох моделей для утворення одного і того ж (див. нижче систему позначення статі, співвідношення кількісних і порядкових числівників, займенники та інш.).

## Словозміна

### Дієслово
У дієслова немає категорій особи і числа. Наприклад: Me salta. — Я стрибаю.  Vos salta. — Ви стрибаєте.  Illo salta. — Він, вона, воно стрибає.
Відсутня й категорія часу: майбутнє може бути виражене вживанням в реченні прислівника i, а минуле — прислівника e, що вказують на час іменників. Саме ж дієслово при цьому не змінюється. Для вираження майбутнього часу можуть використовуватися обороти з модальними дієсловами vol і debe. Нема зміни за способами (дійсним, умовним, наказовим тощо).
Від власне дієслова можна утворити три вербоїди: інфінітив — додаванням суфікса -re, активний дієприкметник додатком -nte і пасивний дієприкметник додатком -to. Наприклад: ama — люблю і інш., amare — любити, amante — люблячий, amato — улюблений.

### Іменник
У латино-сіне-флексіоне існує закінчення множини іменників — -s (filio — син,filios — сини). Але це закінчення можна не вживати, коли множину видно з контексту. Тобто, decem simias і decem simia однаково означають «десять мавп».
Граматичного роду немає. Стать може бути виражена за допомогою зміни кореня, додавання певних суфіксів або добавки слів mas — чоловічий і femina — жіночий. Наприклад: patre — батько, matre — мати, propheta — пророк, prophetissa — пророчиця, cane mas — кобель,cane femina — сука.
Відмінкові відносини передаються порядком слів і приводами (наприклад, родовий відмінок — приводом de).

### Прикметник
Прикметник незмінний. Ступені порівняння утворюються за допомогою додавання певних прислівників.

### Числівник

#### Кількісні і порядкові
Система числівників запозичена з латини в дещо спрощеному вигляді.
| Кількісний                | Переклад   | Порядковий   | Переклад    |
| ------------------------- | ---------- | ------------ | ----------- |
| uno                       | один       | primo        | перший      |
| duo                       | два        | secundo      | другий      |
| tres                      | три        | tertio       | третій      |
| quatuor                   | чотири     | quarto       | четвертий   |
| quinque                   | п'ять      | quinto       | п'ятий      |
| sex                       | шість      | sexto        | шостий      |
| septem                    | сім        | septimo      | сьомий      |
| octo                      | вісім      | octavo       | восьмий     |
| novem                     | дев'ять    | nono         | дев'ятий    |
| decem                     | десять     | decimo       | десятий     |
| viginti или duo decem     | двадцять   | vigesimo     | двадцятий   |
| triginta или tres decem   | тридцять   | trigesimo    | тридцятий   |
| nonaginta или novem decem | дев'яносто | nonagesimo   | дев'яностий |
| centum                    | сто        | centesimo    | сотий       |
| mille                     | тисяча     | millesimo    | тисячний    |
| millione                  | мільйон    | millionesimo | мільйонний  |

Кількісні числівники від 11 до 19 утворені шляхом поєднання кількісних числівників першого десятка за моделлю decem-uno або decem et uno «одинадцять». Порядкові — шляхом поєднання порядкових числівників першого десятка за моделлю decimo-unio «одинадцяти». Кількісні числівники від 40 до 80 — шляхом додавання числівником першого десятка -aginta (кінцева голосна, якщо вона є, при цьому відкидається): quintaginta «п'ятдесят». Порядкові числівники утворюються шляхом заміни в кількісних -inta на -esimo: quintagesimo «п'ятдесятий».

### Прислівник
Непохідні прислівники запозичені з латини. Утворення прислівників від прикметників здійснюється за допомогою виразів cum mente та in modo. Наприклад: in modo fraterno — по-братськи, cum mente diligente — старанно.
Прислівники від іменників утворюються за допомогою in modo de (наприклад: in modo de fratre — по-братськи).

### Займенники

#### Особові займенники
|             | Однина | Множина |
| ----------- | ------ | ------- |
| Перша особа | me     | nos     |
| Друга особа | te     | vos     |
| Третя особа | illo   | illos   |

#### Зворотні займенники
| Латино  | Переклад |
| ------- | -------- |
| se      | себе     |
| se ipso | сам себе |

#### Присвійні займенники
|       | Однина | Множина |
| ----- | ------ | ------- |
| Перша | meo    | nostro  |
| Друга | tuo    | vostro  |
| Третя | suo    | suo     |

## Приклади тексту

### «Отче наш»
| Latino sine flexione | Латина | Occidental / Interlingue | Interlingua |
| Patre nostro, que es in coelo, fi sancto tuo nomine; adveni regno tuo; fi voluntate tuo sicut in coelo et in terra. Pane nostro quotidiano da ad nos hodie, et dimitte debito nostro, sicut nos dimitte ad debitores nostro. Et ne induce in tentatione, sed libera nos ab malo. Amen. | Pater noster, qui es in cælis, sanctificetur nomen tuum. Adveniat regnum tuum. Fiat voluntas tua, sicut in cælo, et in terra. Panem nostrum quotidianum da nobis hodie, et dimitte nobis debita nostra, sicut et nos dimittimus debitoribus nostris. Et ne nos inducas in tentationem, sed libera nos a malo. Amen. | Patre nor, qui es in li cieles, mey tui nómine esser sanctificat, mey tui regnia venir, mey tui vole esser fat, qualmen in li cieles talmen anc sur li terre. Da nos hodie nor pan omnidial, e pardona nor débites, qualmen anc noi pardona nor debitores. E ne inducte nos in tentation, ma libera nos de lu mal. Amen. | Patre nostre, qui es in le celos, que tu nomine sia sanctificate; que tu regno veni; que tu voluntate sia facite como in le celo, etiam super le terra. Da nos hodie nostre pan quotidian, e pardona a nos nostre debitas como etiam nos los pardona a nostre debitores. E non induce nos in tentation, sed libera nos del mal. Amen. |